# Agarak (Aragatsotn)
Agarak (in armeno Ագարակ?) è un comune dell'Armenia di 1 710 abitanti (2008) della provincia di Aragatsotn. Il paese si trova sul fiume Amberd; fu fondata nel 1919 da emigranti da Van e Bitlis.